# Salem Saad
Salem Saad Mubarak Al-Abadla (1º settembre 1978 – 18 novembre 2009) è stato un calciatore emiratino, di ruolo attaccante.
È morto a causa di un infarto durante un allenamento.